# کانفوری سیلا
کانفوری سیلا (انگلیسی: Kanfory Sylla؛ زادهٔ ۷ ژوئیهٔ ۱۹۸۰) بازیکن فوتبال اهل گینه بود.
از باشگاه‌هایی که در آن بازی کرده است می‌توان به باشگاه فوتبال استانبول باشاک‌شهر، باشگاه فوتبال سیواس‌اسپور، باشگاه فوتبال قونیه‌اسپور، و باشگاه فوتبال رویال شارلوا اشاره کرد.
وی همچنین در تیم ملی فوتبال گینه بازی کرده است.